# Ernst Schleich
Gustav Rudolf Ernst Schleich, född 8 november 1894 i Witten i Tyskland, död 22 januari 1969, var en tysk-svensk kompositör och kapellmästare. Han var verksam i Sverige under pseudonymen Charlie Byrd.